# Dick Garmaker
Richard Eugene Garmaker, detto Dick (Hibbing, 29 ottobre 1932 – 13 giugno 2020), è stato un cestista statunitense, professionista nella NBA.

## Carriera
Venne selezionato dai Minneapolis Lakers al nono giro del Draft NBA 1954 (77ª scelta assoluta) e, nuovamente, come scelta territoriale del Draft NBA 1955.

## Statistiche

### NBA

#### Regular Season
| Anno      | Squadra            | PG  | PT | MP   | TC%  | 3P% | TL%  | RP  | AP  | PRP | SP | PP   |
| --------- | ------------------ | --- | -- | ---- | ---- | --- | ---- | --- | --- | --- | -- | ---- |
| 1955-1956 | Minneapolis Lakers | 68  | -  | 12,8 | 37,0 | -   | 80,6 | 1,9 | 1,5 | -   | -  | 5,7  |
| 1956-1957 | Minneapolis Lakers | 72  | -  | 33,4 | 40,0 | -   | 83,9 | 4,7 | 2,6 | -   | -  | 16,3 |
| 1957-1958 | Minneapolis Lakers | 68  | -  | 32,6 | 39,5 | -   | 76,4 | 5,4 | 2,7 | -   | -  | 16,1 |
| 1958-1959 | Minneapolis Lakers | 72  | -  | 34,6 | 39,5 | -   | 77,2 | 4,5 | 2,9 | -   | -  | 13,7 |
| 1959-1960 | Minneapolis Lakers | 44  | -  | 27,0 | 37,7 | -   | 71,8 | 4,3 | 3,0 | -   | -  | 11,7 |
| 1959-1960 | N.Y. Knicks        | 26  | -  | 28,7 | 43,1 | -   | 86,0 | 4,8 | 2,8 | -   | -  | 12,9 |
| 1960-1961 | N.Y. Knicks        | 71  | -  | 31,5 | 44,0 | -   | 76,8 | 3,9 | 3,1 | -   | -  | 15,6 |
| Carriera  | Carriera           | 421 | -  | 28,9 | 40,3 | -   | 78,7 | 4,2 | 2,6 | -   | -  | 13,3 |

#### Playoffs
| Anno     | Squadra            | PG | PT | MP   | TC%  | 3P% | TL%  | RP  | AP  | PRP | SP | PP   |
| -------- | ------------------ | -- | -- | ---- | ---- | --- | ---- | --- | --- | --- | -- | ---- |
| 1956     | Minneapolis Lakers | 3  | -  | 14,0 | 36,8 | -   | 94,1 | 2,7 | 3,7 | -   | -  | 10,0 |
| 1957     | Minneapolis Lakers | 5  | -  | 37,4 | 27,5 | -   | 84,4 | 7,0 | 3,4 | -   | -  | 13,0 |
| 1959     | Minneapolis Lakers | 13 | -  | 33,8 | 42,4 | -   | 77,8 | 4,2 | 3,0 | -   | -  | 14,5 |
| Carriera | Carriera           | 21 | -  | 31,8 | 37,9 | -   | 82,1 | 4,7 | 3,2 | -   | -  | 13,5 |

## Palmarès
- NCAA AP All-America Second Team (1955)
- All-NBA Second Team (1957)
- 4 volte NBA All-Star (1957, 1958, 1959, 1960)